# Paralychnophora
 Paralychnophora  MacLeish], 1984 è un genere di piante angiosperme dicotiledoni della famiglia delle Asteraceae.

## Etimologia
Il nome scientifico del genere è stato definito per la prima volta dal botanico Nanda F.Fleming MacLeish (1953-) nella pubblicazione " Taxon; Official News Bulletin of the International Society for Plant Taxonomy. Utrecht" ( Taxon 33(1): 106) del 1984 .

## Descrizione
Le specie di questa voce sono delle piante con cicli biologici perenni con habitus variabile dal tipo piccolo-arboreo ad arboreo completo. I fusti sono moderatamente ramificati. L'indumento è tomentoso (da vellutato a lanoso) per tricomi rigonfi di tipo stellato da 3 a 5 braccia. Gli organi interni di queste piante contengono lattoni sesquiterpenici.
Le foglie lungo il caule sono disposte in modo alterno sia sessili che picciolate con guaine semi-amplessicauli. La forma è intera e per lo più lanceolata con apici acuti e base attenuata. I margini sono interi, piatti o revoluti. La consistenza è coriacea e scolorita. Le venature sono pennate o disposte in modo sublongitudinale. In alcune specie la pagina fogliare adassiale è ricoperta di bolle e vesciche e quella abassiale è di tipo tomentoso.
Le infiorescenze, ascellari, sono formate da capolini peduncolati sincefali (involucri di secondo ordine) solitari. I capolini, sessili, sono composti da un involucro cilindrico o campanulato (raramente ovoidale) formato da diverse brattee debolmente embricate su 4 - 5 serie che fanno da protezione al ricettacolo sul quale s'inseriscono i fiori tubulosi. Le brattee sono decidue o raramente persistenti; sono inoltre pubescenti. Il ricettacolo normalmente è fimbriato, raramente è nudo (senza pagliette).
I fiori, da 2 a 26 per capolino, sono tetra-ciclici (ossia sono presenti 4 verticilli: calice – corolla – androceo – gineceo) e pentameri (ogni verticillo ha in genere 5 elementi). I fiori sono inoltre ermafroditi e actinomorfi (raramente possono essere zigomorfi).
- Formula fiorale:

*/x K {\displaystyle \infty }, [C (5), A (5)], G 2 (infero), achenio
- Calice: i sepali del calice sono ridotti ad una coroncina di squame.
- Corolla: le corolle sono formate da un lungo tubo terminante in 5 lobi; il colore varia da porpora a biancastro; la superficie è pubescente.
- Androceo: gli stami sono 5 con filamenti liberi e distinti, mentre le antere sono saldate in un manicotto (o tubo) circondante lo stilo.[11] Le antere, sagittate e sprovviste di ghiandole, sono speronate; le appendici apicali in genere sono glabre e indurite. Il polline è tricolporato (con tre aperture sia di tipo a fessura che tipo isodiametrica o poro), echinato (con punte) e non "lophato".[12]
- Gineceo: lo stilo è filiforme e privo di nodi. Gli stigmi dello stilo sono due divergenti con la superficie stigmatica posizionata internamente (vicino alla base). La pubescenza è del tipo a spazzola con peli appuntiti.[13] L'ovario è infero uniloculare formato da 2 carpelli.

I frutti sono degli acheni con pappo. Gli acheni, a forma più o meno prismatica, hanno diverse coste con la superficie glabra. All'interno si può trovare del tessuto di tipo idioblasto e rafidi di tipo subquadrato; raramente è presente il tessuto tipo fitomelanina. Il carpopodium (carpoforo) è prominente o poco appariscente. Il pappo, biseriato (o triseriato), è formato da setole dritte o contorte; la serie esterna è più corta della serie interna.

## Biologia
- Impollinazione: l'impollinazione avviene tramite insetti (impollinazione entomogama tramite farfalle diurne e notturne).
- Riproduzione: la fecondazione avviene fondamentalmente tramite l'impollinazione dei fiori (vedi sopra).
- Dispersione: i semi (gli acheni) cadendo a terra sono successivamente dispersi soprattutto da insetti tipo formiche (disseminazione mirmecoria). In questo tipo di piante avviene anche un altro tipo di dispersione: zoocoria. Infatti gli uncini delle brattee dell'involucro si agganciano ai peli degli animali di passaggio disperdendo così anche su lunghe distanze i semi della pianta.

## Distribuzione e habitat
La distribuzione delle piante di questa voce è relativa al Brasile.

## Tassonomia
La famiglia di appartenenza di questa voce (Asteraceae o Compositae, nomen conservandum) probabilmente originaria del Sud America, è la più numerosa del mondo vegetale, comprende oltre 23.000 specie distribuite su 1.535 generi, oppure 22.750 specie e 1.530 generi secondo altre fonti (una delle checklist più aggiornata elenca fino a 1.679 generi). La famiglia attualmente (2021) è divisa in 16 sottofamiglie.

### Filogenesi
Le specie di questo gruppo appartengono alla sottotribù Lychnophorinae descritta all'interno della tribù Vernonieae Cass. della sottofamiglia Vernonioideae Lindl.. Questa classificazione è stata ottenuta ultimamente con le analisi del DNA delle varie specie del gruppo. Da un punto di vista filogenetico in base alle ultime analisi sul DNA la tribù Vernonieae è risultata divisa in due grandi cladi: Muovo Mondo e Vecchio Mondo. I generi di Lychnophorinae appartengono al clade relativo all'America.
La sottotribù, e quindi i suoi generi, si distingue per i seguenti caratteri:
- le infiorescenze raramente sono spicate (a forma di spiga);
- i capolini in genere sono grandi;
- le corolle sono prive di ghiandole stipitate;
- il polline non è "lophato";
- negli acheni sono sempre presenti i rafidi di tipo subquadrato.

In precedenza la tribù Vernonieae, e quindi la sottotribù (Lychnophorinae) di questo genere, era descritta all'interno della sottofamiglia Cichorioideae. Nell'ambito della tribù, la sottotribù Lychnophorinae occupa, da un punto di vista filogenetico, una posizione vicina al "core" (si è evoluta tardivamente rispetto alle altre sottotribù) ed è vicina alle sottotribù Vernoninae e Chrestinae. Questo genere monofiletico è fortemente imparentato alle specie dei generi Eremanthus e Lychnophora (le specie di questo genere in passato erano descritte all'interno del genere Eremanthus Less.). Nella filogenesi della sottotribù si trova in una posizione centrale e con la specie Maschalostachys markgravii forma un "gruppo fratello".
I caratteri distintivi per le specie di questo genere ( Paralychnophora) sono:
- le guaine fogliari sono semi-amplessicauli;
- l'indumento è formato da tricomi a 3 - 5 braccia;
- le infiorescenze sono lungamente peduncolate ascellari di secondo ordine (sincefalia);
- gli acheni sono prismatici, glabri e con un pappo bi-tri-seriato.

Il numero cromosomico delle specie di questo genere è: 2n = 36 e 38.

### Elenco delle specie
Questo genere ha 6 specie:
- Paralychnophora atkinsiae D.J.N.Hind
- Paralychnophora bicolor  (DC.) MacLeish
- Paralychnophora glaziouana  Loeuille
- Paralychnophora harleyi  (H.Rob.) D.J.N.Hind
- Paralychnophora patriciana  D.J.N.Hind
- Paralychnophora reflexoauriculata  (G.M.Barroso) MacLeish}

### Sinonimi
Sono elencati alcuni sinonimi per questa entità:
- Sphaerophora Sch.Bip.